# Silvino Argüelles
Silvino Argüelles Menéndez (Tudela Veguín, Oviedo, 5 de febrero de 1919 ; El Campo la Güeria, Mieres, 3 de noviembre de 1986) fue un cantante de tonada asturiana.
A pesar de nacer en el concejo de Oviedo su vida está unida a Mieres. Fue madre Luz, La Calandria (La Alondra), quien le pegó su afición por la tonada. Subió al escenario por primera los 15 años, en 1934, en el cine de Vegadotos, en una actuación con una compañía de teatro. Después compaginó su carrera de cantante con la de actor. Tras la Guerra civil española trabajó como minero en los Pirineos, donde continuará cantando; altenará canción asturiana y flamenco, tal y como lo hacían otros cantantes asturianos. Finalmente, después de un grave accidente laboral volvió a Asturias.
Nuevamente subió a los escenarios en el cine La Montera de Sama. En los años sesenta del siglo XX participó en numerosos concursos y actuaciones a lo largo de la región asturiana.
Silvino Argüelles era un cantante de fuerte personalidad sobre el escenario que interpretaba a su estilo la canción que tuviera entre manos. Su voz de barítono daba un toque propio a las canciones. Tejedora de Bayo, Canta el tordo (dedicada a Juanín de Mieres), A la salida del Sella, La vaca pinta, Calleja arriba cantando, Viva la gente minera son varias de sus canciones que mayor renombre han alcanzado.
Argüelles recorrió escenarios de Asturias, Madrid, Barcelona y Valladolid con la agrupación musical «Asturias canta», en la que se reunían los mejores cantantes asturianos del momento. En 1980 representó a Asturias en el Festival Celta de Berlín, en el que fue acompañado por Enrique García Palicio, El Abogado. También cantó en Ginebra para los emigrantes asturianos en Suiza.
Silvino Argüelles murió por un tumor cerebral el 3 de noviembre de 1986. A partir del año siguiente comenzó a realizarse en Mieres un festival de tonada asturiana en su honor. Desde el año 2003 este festival reconoce el trabajo y las condiciones artísticas de 10 cantantes y un gaitero acompañante de tonada. El 18 de abril de 1999, el Ayuntamiento de Mieres le puso además su nombre a un embarcadero de la plaza del Requexo.

## Enlaces relacionados
- Memorial Silvino Argüelles

- Datos: Q13148036